# سفیدسنگ
سفیدسنگ شهری در بخش قلندرآباد شهرستان فریمان استان خراسان رضوی در شرق ایران است.

## جمعیت
بر پایه سرشماری عمومی نفوس و مسکن در سال ۱۳۹۵ جمعیت این شهر ۶٬۱۲۹ نفر (در ۱٬۷۳۵ خانوار) بوده است.

## زمین‌لرزه ۱۳۹۶
در روزهای ۱۶ و ۱۷ فروردین ۱۳۹۶ خورشیدی، زلزله‌ای با قدرتِ ۶٫۱ ریشتر و ۴۱ پس‌لرزه ی پس از آن، از بامداد ۱۷ فروردین در سفید سنگ خراسان رضوی به ثبت رسید. ۱۲ مورد از ۴۱ پس‌لرزه، ۳ و بیش از ۳ ریشتر بوده است.

### زمین لرزه
صبح روز چهارشنبه ۱۶ فروردین ماه زلزله‌ای با بزرگی ۶٫۱ ریشتر در منطقه سفیدسنگ خراسان رضوی به وقوع پیوست. این زمین لرزه باعث لرزش شهرهای مشهد، تربت جام، صالح آباد، تربت حیدریه، خواف، سنگان، بخش زیرخان، نیشابور، کلات و کوهسرخ شد.

### گُسل
مدیر گروه زلزله‌شناسی مهندسی پژوهشگاه زلزله، با اشاره به گسل مسبب این رخداد لرزه‌ای، خاطر نشان کرد: گسل مسبب این سری از زلزله‌ها، راستایی شمالغربی-جنوب شرقی با تمایل شرقی-غربی داشته و سازوکار آن نیز فشاری بوده است. گسل مسبب این زمین‌لرزه به احتمال زیاد از فریمان به موسی‌آباد می‌رسد و از شمالِ سفیدسنگ عبور می‌کند. بررسی تاریخی گسل مسبب این زلزله نیز نشان می‌دهد که زلزله‌های مهمی نداشته، ولی تاکنون چندین زلزله با بزرگای ۶ ریشتر را ایجاد کرده است. وی از ثبت یک زلزله با بزرگای ۶ ریشتر در ابتدای سده بیستم در سفیدسنگ خبر داد و یادآور شد: در حدود ۱۱۴ سال گذشته، زلزلهٔ ۶٫۲ ریشتری نیز در منطقه سفیدسنگ به ثبت رسیده است.

### پی‌آمد
در پی‌آمدِ آن، بسیاری از مردم، از بیمِ پس‌لرزه‌های بعدی، شب را در پارک‌ها و خیابان‌ها و با خوابیدن در خودروهای خود به صبح رساندند.

### آسیب‌ها
مدیر روابط عمومی دانشگاه علوم پزشکی مشهد، آمار چهار تن مصدوم، را تأیید کرد. یه کشته از روستای دوقله براشک هم داشت